# Fazu Alieva
Fazú Alijeva (5 de diciembre de 1932 - Majachkalá, Daguestán, 1 de enero de 2016) fue una poeta, novelista, política y periodista rusa, redactora en eje de la revista La mujer del Daguestán y diputada del órgano legislativo del Soviet Supremo de la República Socialista Soviética Autónoma de Daguestán. Jugó un papel importante en Daguestán en el desarrollo de la literatura rusa. También es conocida por haber sido una activista de derechos humanos.
Fue galardonada dos veces por la orden de la "Placa de Honor" y dos a la Orden de la Amistad de los Pueblos, la Orden de San Andrés Apóstol en 2002. Se le concedió la Medalla de Oro del Fondo para la Paz Soviética y la Medalla del Jubileo del consejo de la Paz Mundial, así como premios honoríficos en varios países extranjeros.

## Vida personal
Alijeva nació en el Distrito Khunzakhsky, en el aúl alpino daguestano de Guinichutli. Entre 1954-1955 estudió en el Instituto Pedagógico de la Mujer de Daguestán y en 1960 se licenció en el Instituto de Literatura Máxico Gorki de Moscú.
Fue miembro de la Unión de Escritores de la URSS  y de la Academia Nacional de Ciencias de Daguestán.
Falleció en Majachkalá, Daguestán, Rusia el 1 de enero de 2016 debido a una insuficiencia cardíaca a los 83 años.

## Obra
- El aúl natal, publicado en Majachkalá